# Canton de Mouthoumet
Le canton de Mouthoumet est une ancienne division administrative française située dans le département de l'Aude.

## Géographie
Ce canton était organisé autour de Mouthoumet, au centre du triangle Carcassonne / Narbonne / Perpignan, dans le massif des Hautes-Corbières dans l'arrondissement de Carcassonne. Son altitude variait de 190 m (Vignevieille) à 932 m (Soulatgé) pour une altitude moyenne de 403 m.
Zone de hauts plateaux et de reliefs vigoureux dépassant parfois 700 et même 800 mètres d’altitude, le canton de Mouthoumet est extrêmement compartimenté par le dédale des multiples vallées encaissées qui échancrent le massif pré-pyrénéen des Corbières. Terre de transition, le canton constitue la limite entre deux zones d’influence climatiques différentes formant par leurs contrastes deux Corbières :
- Les Corbières Occidentales bénéficiant d'une influence océanique.
- Les Corbières Orientales, beaucoup plus arides, bénéficiant d'une influence méditerranéenne.

En fonction de leurs spécificités, les deux zones connaissent des contraintes climatiques qui jouent un rôle sélectif pour l'agriculture : la zone orientale combine viticulture et élevage, alors que dans la zone occidentale, ce sont la forêt et l'élevage (essentiellement ovin) qui prédominent. L'hiver est tempéré, quoique parfois rigoureux en altitude, l'été est très chaud et les températures changent brutalement.
En marge des grandes voies de communication, loin des grands centres urbains, et ainsi enclavé au cœur même du quadrilatère des Corbières, cette zone reculée est isolée du reste du massif par des cols relativement élevés.
Avec de fortes amplitudes de relief, la topographie est très tourmentée. De ce fait la superficie agricole utilisée ne représente en moyenne que 19 % du territoire cantonal. Aussi, avec de telles contraintes pour la mise en valeur agricole du milieu, le canton entièrement classé en zone de montagne sèche, fait-il partie des zones défavorisées de l’Europe Méditerranéenne.

## Histoire

### Origine du canton
Le canton de Mouthoumet a été créé par la loi du 13 brumaire de l'an 10 (4 novembre 1801). Il a remplacé les deux anciens cantons de Bouisse et de Félines-Termenès, définis sous l'Assemblée Constituante.
Situé au sud-est de Carcassonne et au Sud de Lagrasse, le canton de Mouthoumet est compris tout entier dans les limites de l'ancienne viguerie de Termenès, son territoire dépendait de l'ancien diocèse de Narbonne et de l'archiprêtré de Termenès.
De nombreuses traces attestent d’une occupation romaine au premier millénaire, il est facilement compréhensible dans le contexte historique, que Rome avait cantonné ses légions dans ce qui était à l’époque la frontière avec l’Hispanie pour mieux préparer son invasion.
Le canton est aussi fortement imprégné par la présence des Cathares, de par les nombreux châteaux (toujours présents de nos jours) qui ont servi à les protéger, et aussi par la passé d’Olivier de Termes comme Seigneur de la région et fervent opposant à la Croisade des Albigeois.
D’autres sources témoignent aussi de l’implantation de commanderies templières, notamment dans la commune de Laroque-de-Fa.

### Communes ou lieux disparus
| Nom         | Commune de rattachement | Nature   |
| Camplivian  | Auriac                  | Localité |
| Cazopié     | Bouisse                 | Localité |
| Ourières    | Bouisse                 | Localité |
| La Salvetat | Davejean                | Localité |
| Le Sou      | Laroque-de-Fa           | Localité |
| Carcassès   | Laroque-de-Fa           | Localité |

### Période 1833-1848
De 1833 à 1848, les cantons de Mouthoumet et de Tuchan avaient le même conseiller général. Le nombre de conseillers généraux était limité à 30 par département.

### Le canton auXIXesiècle
Quelques données tirées de l’ouvrage « Cartulaire et Archives des communes de l'ancien diocèse et de l'arrondissement administratif de Carcassonne » de Jacques-Alphonse Mahul (1795-1871) :
| Superficie                                     | 28.200 ha |
| Terres labourables                             | 9.796 ha  |
| Prés                                           | 161 ha    |
| Vignobles                                      | 549 ha    |
| Bois                                           | 1.324 ha  |
| Autres                                         | 15.583 ha |
| Chemins, rivières, emplacements non imposables | 487 ha    |

| Communes              | 18      |
| Propriétaires         | 1.294   |
| Maisons               | 1.024   |
| Moulins et usines     | 31      |
| Propriétés non bâties | 36.753  |
| Total des parcelles   | 47.808  |
| Revenu imposable      | 109.394 |

| Années    | 1802  | 1827  | 1832  | 1836  | 1841  | 1846  | 1851  | 1856  |
| Habitants | 4.354 | 5.244 | 5.313 | 5.517 | 5.566 | 5.523 | 5.344 | 5.290 |

## Composition
Avec 27.489 hectares (275 km²), le canton de Mouthoumet regroupait dix-huit communes rurales faiblement peuplées, et comptait seulement 1 411 habitants (recensement de 2011 sans doubles comptes), la commune la plus peuplée étant Villerouge-Termenès avec 155 habitants et la moins peuplée Salza avec 19 habitants.
Avec une densité d'à peine 5 habitants au km², cela en faisait ainsi le canton le moins densément peuplé du département de l’Aude.
| Nom                    | Code Insee | Intercommunalité                               | Superficie (km2) | Population (dernière pop. légale) | Densité (hab./km2) |
| ---------------------- | ---------- | ---------------------------------------------- | ---------------- | --------------------------------- | ------------------ |
| Mouthoumet (chef-lieu) | 11260      | CC Région Lézignanaise, Corbières et Minervois | 13,73            | 119 (2014)                        | 8,7                |
| Albières               | 11007      | CC Région Lézignanaise, Corbières et Minervois | 17,25            | 113 (2014)                        | 6,6                |
| Auriac                 | 11020      | CC Région Lézignanaise, Corbières et Minervois | 20,93            | 39 (2014)                         | 1,9                |
| Bouisse                | 11044      | CC Région Lézignanaise, Corbières et Minervois | 25,44            | 91 (2014)                         | 3,6                |
| Davejean               | 11117      | CC Région Lézignanaise, Corbières et Minervois | 13,36            | 116 (2014)                        | 8,7                |
| Dernacueillette        | 11118      | CC Région Lézignanaise, Corbières et Minervois | 7,75             | 43 (2014)                         | 5,5                |
| Félines-Termenès       | 11137      | CC Région Lézignanaise, Corbières et Minervois | 10,01            | 113 (2014)                        | 11                 |
| Lairière               | 11186      | CC Région Lézignanaise, Corbières et Minervois | 13,08            | 44 (2014)                         | 3,4                |
| Lanet                  | 11187      | CC Région Lézignanaise, Corbières et Minervois | 8,75             | 49 (2014)                         | 5,6                |
| Laroque-de-Fa          | 11191      | CC Région Lézignanaise, Corbières et Minervois | 20,41            | 142 (2014)                        | 7                  |
| Massac                 | 11224      | CC Région Lézignanaise, Corbières et Minervois | 11,89            | 30 (2014)                         | 2,5                |
| Montjoi                | 11250      | CC Région Lézignanaise, Corbières et Minervois | 7,18             | 41 (2014)                         | 5,7                |
| Palairac               | 11271      | CC Région Lézignanaise, Corbières et Minervois | 17,93            | 32 (2014)                         | 1,8                |
| Salza                  | 11374      | CC Région Lézignanaise, Corbières et Minervois | 8,34             | 18 (2014)                         | 2,2                |
| Soulatgé               | 11384      | CC Corbières Salanque Méditerranée             | 24,16            | 125 (2014)                        | 5,2                |
| Termes                 | 11388      | CC Région Lézignanaise, Corbières et Minervois | 18,63            | 38 (2014)                         | 2                  |
| Vignevieille           | 11409      | CC Région Lézignanaise, Corbières et Minervois | 16,72            | 98 (2014)                         | 5,9                |
| Villerouge-Termenès    | 11435      | CC Région Lézignanaise, Corbières et Minervois | 19,41            | 139 (2014)                        | 7,2                |

## Représentation

### Conseillers Généraux de 1833 à 2015
| Période | Période           | Identité                   | Étiquette        | Qualité                                                                                                 |
| ------- | ----------------- | -------------------------- | ---------------- | --- |
| 1833    | 1845              | Jean-Baptiste Pla          |                  | Notaire Maire de Félines-Termenès                                                                       |
| 1845    | 1848              | Joseph-Léo Dupré           |                  | Procureur du Roi à Carcassonne                                                                          |
| 1848    | 1851              | Jean-Baptiste Pla          | Parti de l'ordre | Notaire Maire de Félines-Termenès                                                                       |
| 1851    | 1852 (annulation) | Louis-Napoléon Lafont      |                  | Notaire                                                                                                 |
| 1852    | 1867              | Isidore Malavialle         |                  | Juge de paix                                                                                            |
| 1867    | 1909 (décès)      | Pierre Raymond Louis Mècre | Républicain      | Propriétaire Maire de Lanet                                                                             |
| 1909    | 1919              | Pierre Bascou              |                  | Médecin Maire de Bouisse                                                                                |
| 1919    | 1940              | Paul Lauthier              | Rad.             | Médecin Maire de Laroque-de-Fa Nommé conseiller départemental en 1942                                   |
| 1945    | 1961              | Jérôme Onrozat             | SFIO             | Maire de Félines-Termenès                                                                               |
| 1961    | 1988              | Joseph Baro (1914→2000)    | SFIO puis PS     | Maire de Termes Ancien résistant                                                                        |
| 1988    | 2004 (démission)  | Éric Andrieu               | PS               | Collaborateur parlementaire Maire de Villerouge-Termenès Vice-président du Conseil régional (2004→2010) |
| 2004    | 2015              | Hervé Baro                 | PS               | Enseignant retraité Maire de Termes Vice-président du Conseil général                                   |

### Conseillers d'arrondissement (de 1833 à 1940)
| Période                                  | Période | Identité                                 | Étiquette                | Qualité |
| ---------------------------------------- | ------- | ---------------------------------------- | ------------------------ | --- |
| 1833                                     | 1845    | Raymond Louis Napoléon Mècre (1804-1851) |                          | Juge de paix Maire de Lanet                                                                                 |
| 1845                                     | 1848    | M. Pons                                  |                          | Propriétaire à Termes                                                                                       |
|                                          |         |                                          |                          | |
| 1889                                     | 1913    | Adolphe Degrave                          | Républicain puis Radical | Maire de Dernacueillette                                                                                    |
|                                          |         |                                          |                          | |
| 1925                                     |         | M. Coudoune                              | Radical                  | |
|                                          |         | Jules Gaillard (né en 1865)              | Radical                  | Maire de Massac                                                                                             |
|                                          | 1940    | M. Souillard                             | SFIO                     | |
| 1940                                     |         |                                          |                          | Les conseils d'arrondissement ont été suspendus par la loi du 12 octobre 1940 et n'ont jamais été réactivés |
| Les données manquantes sont à compléter. |         |                                          |                          | |

### Notaires
| Dates     | Notaires              | Communes            |
| 1876-1895 | Sylvain Bousquet      | Davejean            |
| 1859-1875 | Philippe Bonnail      | Davejean            |
| 1854-1855 | Joseph Blanchard      | Davejean            |
| 18xx-18xx | Louis-Napoléon Lafont | x                   |
| 183x-183x | Jean-Baptiste Pla     | Villerouge-Termenès |
| 183x-183x | Jean-Baptiste Gastine | Bouisse             |
| 1703-1710 | x Julia               | Villerouge-Termenès |
| 1691-1698 | x Robert              | Davejean            |
| 1676-1679 | Jean Maurin           | Bouisse             |
| 1636-1637 | x André               | Villerouge-Termenès |
| 1596-1599 | François Graffan      | Villerouge-Termenès |

## Démographie

### Évolution démographique
| 1962  | 1968  | 1975  | 1982  | 1990  | 1999  | 2006  | 2011  | 2012  |
| ----- | ----- | ----- | ----- | ----- | ----- | ----- | ----- | ----- |
| 1 723 | 1 355 | 1 134 | 1 213 | 1 220 | 1 253 | 1 378 | 1 411 | 1 404 |

### Recensements
| Communes | 1806 | 1820 | 1876 | 1881 | 1886 | 1891 | 1896 | 1901 | 1906 | 1911 | 1921 | 1926 | 1931 | 1936 | 1946 | 1954 | 1962 | 1968 | 1975 | 1982 | 1990 | 1999 | 2010 |
| Albières | 184  | 273  | 264  | 238  | 244  | 228  | 220  | 200  | 216  | 210  | 207  | 158  | 141  | 139  | 144  | 120  | 53   | 76   | 83   | 50   | 62   | 73   | 82   |
| Auriac | 229  | 271  | 214  | 216  | 253  | 177  | 182  | 149  | 161  | 146  | 103  | 103  | 118  | 114  | 79   | 78   | 73   | 37   | 28   | 25   | 29   | 35   | 41   |
| Bouisse | 619  | 740  | 583  | 603  | 558  | 509  | 490  | 469  | 421  | 382  | 325  | 295  | 267  | 242  | 207  | 166  | 77   | 96   | 72   | 96   | 72   | 85   | 93   |
| Davejean | 232  | 270  | 300  | 316  | 346  | 317  | 300  | 299  | 287  | 267  | 266  | 235  | 267  | 247  | 242  | 196  | 92   | 144  | 131  | 112  | 130  | 116  | 106  |
| Dernacueillette | 151  | 180  | 171  | 166  | 166  | 140  | 136  | 147  | 117  | 112  | 101  | 91   | 94   | 98   | 108  | 76   | 60   | 63   | 57   | 48   | 46   | 45   | 42   |
| Félines | 227  | 189  | 221  | 208  | 206  | 219  | 205  | 209  | 218  | 197  | 184  | 166  | 169  | 140  | 129  | 130  | 127  | 105  | 108  | 106  | 107  | 110  | 135  |
| Lairière | 263  | 253  | 171  | 154  | 162  | 173  | 160  | 153  | 167  | 141  | 127  | 117  | 116  | 103  | 59   | 55   | 32   | 25   | 21   | 24   | 32   | 37   | 48   |
| Lanet | 222  | 246  | 263  | 272  | 263  | 226  | 222  | 216  | 200  | 188  | 136  | 115  | 139  | 157  | 105  | 108  | 97   | 68   | 47   | 46   | 57   | 58   | 47   |
| Laroque-de-Fa | 292  | 308  | 301  | 305  | 326  | 278  | 295  | 222  | 225  | 222  | 188  | 204  | 173  | 151  | 160  | 163  | 140  | 99   | 83   | 152  | 154  | 143  | 152  |
| Massac | 98   | 104  | 125  | 125  | 145  | 117  | 105  | 103  | 90   | 88   | 87   | 70   | 82   | 82   | 79   | 52   | 60   | 36   | 27   | 32   | 22   | 20   | 27   |
| Montjoi | 204  | 204  | 200  | 200  | 210  | 163  | 144  | 148  | 156  | 142  | 139  | 131  | 128  | 130  | 133  | 90   | 58   | 45   | 34   | 34   | 27   | 28   | 43   |
| Mouthoumet | 311  | 324  | 314  | 365  | 350  | 331  | 296  | 265  | 290  | 255  | 190  | 192  | 167  | 168  | 155  | 149  | 123  | 92   | 71   | 102  | 65   | 86   | 106  |
| Palairac | 177  | 180  | 168  | 144  | 157  | 166  | 156  | 160  | 175  | 157  | 133  | 129  | 115  | 89   | 81   | 67   | 49   | 30   | 20   | 19   | 16   | 18   | 25   |
| Salza | 144  | 161  | 121  | 108  | 111  | 114  | 108  | 108  | 118  | 101  | 81   | 76   | 72   | 67   | 53   | 45   | 28   | 18   | 10   | 20   | 19   | 22   | 18   |
| Soulatgé | 299  | 346  | 369  | 335  | 322  | 258  | 275  | 261  | 259  | 249  | 186  | 186  | 179  | 159  | 167  | 139  | 100  | 80   | 62   | 82   | 90   | 92   | 105  |
| Termes | 284  | 273  | 241  | 222  | 214  | 218  | 196  | 189  | 172  | 145  | 147  | 132  | 121  | 110  | 88   | 84   | 70   | 53   | 45   | 50   | 43   | 54   | 54   |
| Vignevieille | 300  | 299  | 248  | 221  | 292  | 246  | 242  | 212  | 210  | 204  | 183  | 152  | 158  | 110  | 127  | 120  | 92   | 112  | 95   | 78   | 75   | 72   | 95   |
| Villerouge | 321  | 378  | 331  | 336  | 323  | 288  | 275  | 283  | 250  | 268  | 258  | 269  | 269  | 240  | 261  | 250  | 210  | 176  | 140  | 146  | 154  | 158  | 158  |
| Total canton | 4557 | 4999 | 4605 | 4534 | 4648 | 4168 | 4007 | 3793 | 3732 | 3474 | 3041 | 2821 | 2775 | 2546 | 2377 | 2088 | 1541 | 1355 | 1134 | 1222 | 1200 | 1252 | 1377 |
| Source : Cassini et INSEE sans double compte (1962) - Les derniers recensements effectués entre 2004 et 2007 sont rendus officiels à compter de janvier 2010 |      |      |      |      |      |      |      |      |      |      |      |      |      |      |      |      |      |      |      |      |      |      |      |

### Commentaires
- Au regard de ces chiffres, il est facilement constatable que le canton a perdu plus de 70 % de sa population en deux siècles. Certaines communes arrivent de nos jours à retrouver un « certain essor » par l’installation d’étrangers venus de différents pays d’Europe, et d’autres régions de France. Certaines sont totalement désertées comme Bouisse, commune la plus importante en 1806 avec 619 habitants, qui se retrouve aujourd’hui presque marginalisée avec 93 habitants...
- Les derniers recensements de 2004 à 2007 indiquent une augmentation de la population du canton de 10 %, ces chiffres rendus officiels par l'Insee au 1er janvier 2010.

## Ressources
Bien que pauvre par rapport à d’autres régions et faiblement peuplé, le canton possède de nombreuses ressources, les habitants essaient de survivre tant bien que mal avec ce qui leur est offert sur le territoire.
Il y a d’une part la vigne qui est élevée ancestralement dans plusieurs communes sous l’appellation Corbières, quelques cultures comme le blé et l’avoine, mais aussi l’élevage diversifié comme les ovins, les caprins, les bovins, et même des lamas pour la laine...
Plusieurs éleveurs se sont installés dans le canton, en plus d’un excellent vin, il est aussi possible de manger des viandes provenant du pays, des fromages de vache ou de chèvre, et des conserves produites par des ateliers spécialisés.
Il ne faut pas oublier que le canton est une réserve où le sanglier et le lièvre sont les rois, on y vient de tous les départements avoisinants pour satisfaire les plaisirs de la chasse, les pâtés et les daubes sont donc une spécialité...

## Communauté de communes
En 1985 a été créé l'ADHCO, association destinée à parer la désertification démographique et contribuer au développement futur du canton, puis en 2001 la Communauté de communes du Massif de Mouthoumet, toutes les communes y ont participé, sauf Palairac qui, en étant plus proche de Tuchan, a décidé d’adhérer à la communauté de communes des Hautes Corbières.
De nombreuses initiatives ont été lancées et obtiennent des effets positifs auprès de la population, notamment la création en 1994 des POMS (POints Multi Services), des petits locaux prêtés par les communes pour pallier l’absence des services publics. Les POMS sont installés dans 7 communes actuellement (Davejean, Félines-Termenès, Lanet, Laroque-de-Fa, Soulatgé, Vignevieille, et Villerouge-Termenès) et Mouthoumet depuis la fermeture de la Poste début 2007.
Les services offerts sont :
- Les services postaux, tels la vente de timbres, l’envoi et la réception du courrier recommandé, ainsi que les colis.
- Le retrait et le dépôt d’argent à partir d’un compte postal ou d’épargne.
- Le téléphone
- Le minitel
- Le fax
- L’Internet
- Les photocopies
- Vente de Télécartes et Mobicartes
- Vente de guides de randonnée
- Et aussi, le service bibliothèque, un peu modeste, mais qui a au moins le mérite d’exister

Il est en prévision la vente de timbres fiscaux et aussi la pharmacie de base, mais ce n’est qu’un simple projet pour l'instant.
Ce genre d’initiative a été repris dans plusieurs autres régions en France.